# Bathygobius coalitus
Bathygobius coalitus es una especie de peces de la familia de los Gobiidae en el orden de los Perciformes.

## Morfología
Los machos pueden llegar a alcanzar los 6,7 cm de longitud total.

## Distribución geográfica
Se encuentra desde el África Oriental hasta las Hawái, el norte de Australia, Nueva Caledonia e Islas Penghu.

## Observaciones
Es inofensivo para los humanos. 